# Blythe (poupée)
 (septembre 2023).
Si vous disposez d'ouvrages ou d'articles de référence ou si vous connaissez des sites web de qualité traitant du thème abordé ici, merci de compléter l'article en donnant les références utiles à sa vérifiabilité et en les liant à la section « Notes et références ».
Pour les articles homonymes, voir Blythe.

Poupée Blythe à robe rose

Blythe (prononcer « blaïth ») est une poupée créée en 1972 par la société Kenner, sur un design d'Allison Katzman, inspiré par les dessins de Margaret Keane, une artiste américaine.
Elle se distingue des autres poupées par sa tête surdimensionnée et ses yeux qui changent de couleur et de position grâce à une ficelle à tirer à l’arrière de sa tête.

## Historique
Blythe n’avait pas su trouver son public, en 1972, et sa production a été arrêtée au bout d'un an seulement. Elle est ensuite tombée dans l'oubli. 
Elle est cependant devenue subitement très populaire, en 1999, auprès des jeunes japonaises, lorsque la chaîne de grands magasins Parco l’a prise pour emblème de sa campagne de publicité à la suite de l’exposition que lui avait consacrée la photographe de Gina Garan. Les poupées de 1972, qui jusque-là ne valaient rien, voient leur cote augmenter sur eBay.
En 2001, Junko Wong, qui détient une boutique et une galerie d'art à Tokyo, a l'idée de racheter la licence des Blythes à Hasbro pour pouvoir commercialiser une nouvelle Blythe en Asie avec le fabricant Takara. Les « Néo-Blythe » apparaissent, conçues par CWC (la société de Junko Wong) et produites par Takara (fabricant en outre des poupées mannequins japonaises Licca et Jenny).
En 2010, Blythe prend un nouveau design car elle est dans l'univers Littlest Pet Shop en étant leur nounou.
En 2012-2013 Blythe et les Littlest Pet Shop ont un dessin animé dans lequel il leur arrive plein d'aventures.

## Gina Garan et Blythe
En 1997, Gina Garan, qui travaille alors à New York TV, reçoit en cadeau de la part d’une amie une poupée Blythe datant de 1972. C’est le coup de foudre. Gina l’emmène partout avec elle ; Blythe devient son mannequin-photo préféré.
Il faudra cependant attendre 1999, une rencontre providentielle avec Junko Wong et une expo photos au Japon, pour que Blythe soit connue du grand public, grâce aux magasins Parco.
Enfin, en 2001, Gina publie son premier recueil de photos de Blythe chez Chronicle Books, This is Blythe. La même année, c’est le grand retour de Blythe dans les magasins.

## Le système de changement de couleur/position des yeux, particularité de Blythe
Grâce à une ficelle munie d’un anneau (aussi appelé pullring), Blythe peut changer de couleur d’yeux. Chaque fois que l’on tire la ficelle, les yeux se ferment et se rouvrent d’une autre couleur et dans une autre position ; quatre variations par poupée sont ainsi possibles.

## Petite Blythe
Les poupées “Petite Blythe” sont une version miniature de Blythe. Elles sont de taille plus réduite, moins chères, moins articulées, et sont pourvues d’yeux dormeurs.